# Trigenerace

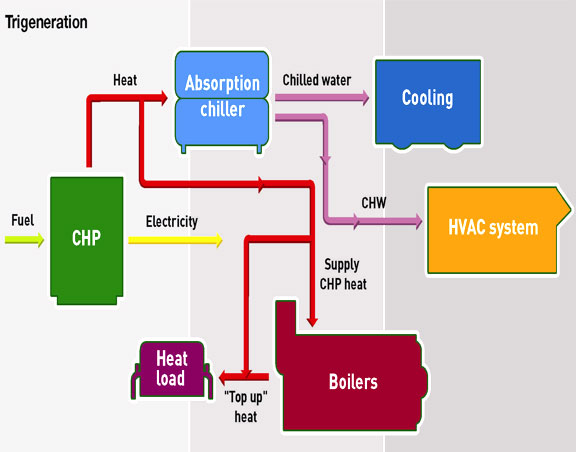
Třígenerační cyklus

Trigenerace je specifický druh kogenerace, kde se společně vyrábějí nejen teplo a elektřina, ale i chlad, což umožňuje další zvýšení účinnosti využití energie paliv nebo sluneční energie. Chlazení na absorpčním principu nevyžaduje elektrickou energii, ale méně ušlechtilou energii tepelnou, kterou lze tímto způsobem využít i v létě, např. ke klimatizaci budov. Trigenerace se zatím aplikuje jen výjimečně, ale kvůli vzrůstajícím cenám energií a přetížení elektrické rozvodné sítě v letním období se její potenciál zvyšuje.